# Charles Schumann

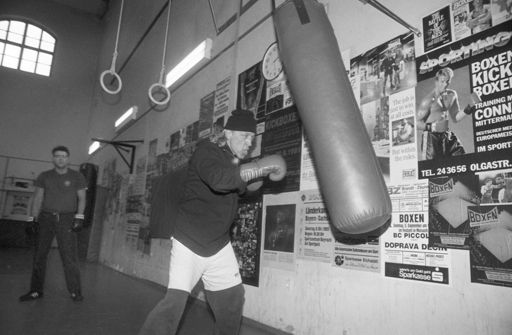
Charles Schumann beim Boxtraining, München (1994)

Charles Schumann, eigentlich Karl Georg Schuhmann, (* 15. September 1941 in Kirchenthumbach, Oberpfalz) ist ein deutscher Barkeeper und Gastronom.
Seit 1982 betreibt Schumann eine der bekanntesten Bars Deutschlands, das Münchener Schumann’s. Zudem ist er Autor mehrerer Bar- und Cocktailbücher, darunter sein 1991 erstmals erschienenes Standardwerk American Bar. Bekannt wurde Schumann auch durch seine Tätigkeit als Model für das Modelabel Baldessarini und weitere Werbe-Engagements, unter anderem für Bürostühle (Wagner), Parfüm (Boss) und Campari. Sein Leben und Wirken ist Gegenstand von Büchern, Zeitungsberichten sowie zwei Dokumentarfilmen, zuletzt Schumanns Bargespräche (2015), in dem Charles Schumann bekannte Bars weltweit bereist.

## Leben

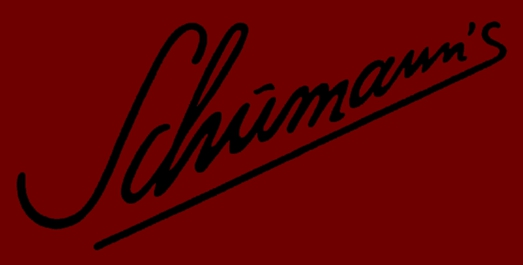
Schumann’s Logo

Schumann stammt aus einer katholischen Familie, der Vater war Landwirt. Er besuchte ein bischöfliches Gymnasium in Regensburg, das er mit 17 abbrach, um Geld zu verdienen. Er arbeitete danach sechs Jahre lang beim Bundesgrenzschutz. Nach einer Ausbildung zum Konsulatssekretär beim Auswärtigen Amt in Bonn besuchte er eine Hotelfachschule in der Schweiz, jobbte unter anderem in einer Hühnerbraterei an der Adria, in einer Diskothek in München und tagsüber als Koch. 1971 ging er nach Südfrankreich, wo er bis 1973 in verschiedenen Diskotheken und Nachtlokalen arbeitete. Dort bekam er den Spitznamen „Charles“. Unter anderem war Schumann Personalchef einer Zweigstelle der Münchener Diskothek Tiffany's in Montpellier und leitete schließlich einen Stripteaseclub an der spanischen Grenze. Im Sommer 1973 ging er zurück nach München, holte das Abitur nach und schrieb sich an der Universität für Politik und Publizistik ein. In München arbeitete er zunächst als angestellter Barkeeper in der 1974 eröffneten Harry's New York Bar und eröffnete schließlich 1982 in der Maximilianstraße 36 Schumann’s American Bar. Vorher hieß das Lokal Die Kanne.

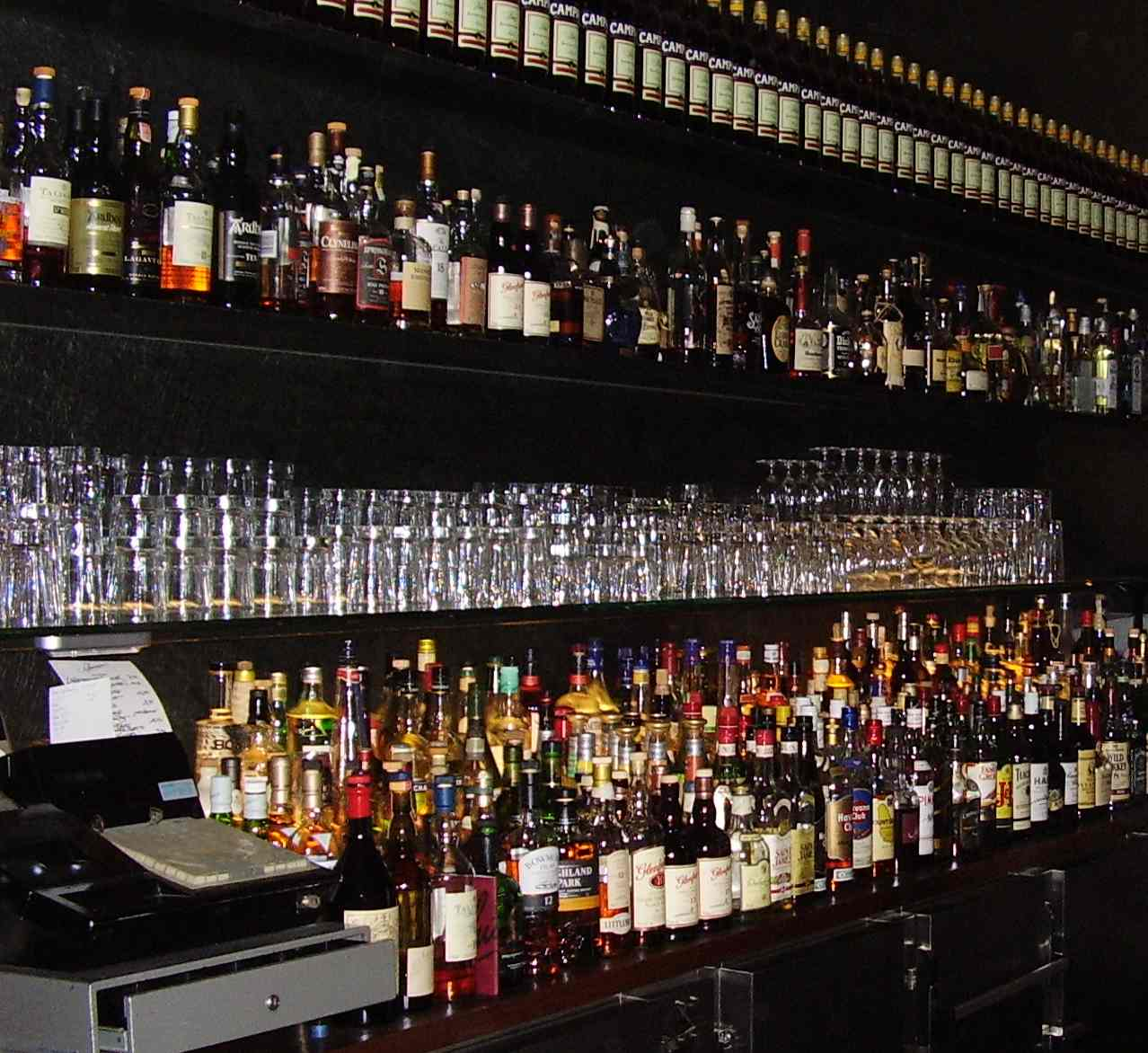
Rückbuffet („Backbar“) im Schumann’s am Odeonsplatz

Das Schumann’s entwickelte sich zur Stammbar für Autoren, Journalisten und Künstler und wurde ein Treffpunkt der Münchener Schickeria. Unterstützt wurde die Popularität durch mehrere Bücher, die Schumann in den folgenden Jahren veröffentlichte. Er schrieb sie nur teilweise selbst; viele Beiträge sind Kurzgeschichten und Episoden anderer Autoren, die zum Thema Bar passen. 1991 erschien American Bar. Das von Günter Mattei illustrierte Barbuch erlebte 20 Auflagen, wurde in elf Sprachen übersetzt und nach Angaben des Verlags 300.000 mal verkauft, bis Ende 2011 mit Schumann's Bar eine überarbeitete Neuausgabe erschien.
2001 eröffnete Schumann eine weitere Tagesbar an der Maffeistraße. 2003 zog die bisherige Schumann’s Bar in die heutigen, größeren Räume am Odeonsplatz 6 + 7 und wurde dort durch eine kleinere Bar, das Camparino, ergänzt. Am neuen Standort entwickelte sich das Schumann’s zunehmend zur Restaurant-Bar. Im ersten Obergeschoss kam 2013 eine weitere Bar hinzu, das Les Fleurs du Mal. Der Name erinnert an den gleichnamigen Gedichtband des Absinth-Verehrers Charles Baudelaire und ist zugleich der Titel eines Gedichts, das Albert Ostermaier Schumann widmete.
In Zusammenarbeit mit Villeroy & Boch und Zwiesel Kristallglas (2010) entwickelte Schumann zwei Serien von Bargläsern, die auch in seiner eigenen Bar verwendet wurden.
2015 entstand der Dokumentarfilm Charles Schumann – Von Kirchenthumbach in die Welt von Marieke Schroeder, in dem sie ihn zu verschiedenen Stationen seines Lebens begleitet. Der Film wurde kurz nach Schumanns 75. Geburtstag im BR Fernsehen gesendet.
Ein weiterer Dokumentarfilm von Marieke Schroeder, Schumann’s Bargespräche, kam im Herbst 2017 in die Kinos. In dem vom Bayerischen Rundfunk Co-produzierten Film bereist Schumann weltweit berühmte Bars und trifft bekannte Persönlichkeiten aus der internationalen Barszene.
2019 wurden im Zuge der Verleihung des "The World’s 50 Best Bars – Industry Icon Award" Vorwürfe der Frauenfeindlichkeit gegen Schumann laut. Er hatte 2009 in einem Interview mit dem deutschen Playboy gesagt, eine Bar sei kein Ort für eine Frau, sowie in einem Interview mit der Japan Times, die wichtigsten Charaktere in einer Bar seien immer Männer. Als Reaktion auf die Kontroverse gab Schumann den Preis zurück mit der Begründung, er wolle ihn nicht mehr.

## Cocktails von Charles Schumann
Zahlreiche Cocktails gehen auf Charles Schumann zurück oder sind in seiner Bar entstanden. Zu den bekanntesten gehören die Colada-Varianten Swimmingpool und Flying Kangaroo, der an den Klassiker French 75 angelehnte Champagner-Drink French 68 sowie die Rum-Cocktails Leichtmatrose, Schwermatrose und Tiefseetaucher. Schumann selbst bezeichnete sich in einem Interview eher als Pur-Trinker und bevorzugt, wenn überhaupt, einfache klassische Drinks aus wenigen Komponenten. Charles Schumann ist nahezu täglich in seinem Restaurant am Odeonsplatz anzutreffen.

## Veröffentlichungen von Charles Schumann (Auswahl)
- (Hrsg.): Schumann's Barbuch: Drinks & Stories. Heyne, München 1984 (2. Auflage), ISBN 3-453-36004-4.
- Schumann's Tropical Barbuch. Heyne, München 1986 (2. Auflage), ISBN 3-453-36021-4.
- American Bar: the artistry of mixing drinks (Text deutsch). 1. Auflage. Collection Rolf Heyne, München 1991, ISBN 3-453-04368-5, ab einer späteren Auflage unter dem Titel Schumann's Bar.
- Für alle Fälle: Brecht. Bd. 2.: Rausch, ausgewählt von Charles Schumann. 1. Auflage. Suhrkamp-Verlag, Frankfurt am Main 2009, ISBN 978-3-518-46067-2 (Auswahl aus Bertolt Brecht).
- Nachfolger von American Bar: Schumann's Bar. Collection Rolf Heyne, München 2011, ISBN 978-3-89910-416-5.